# Marshall School of Business

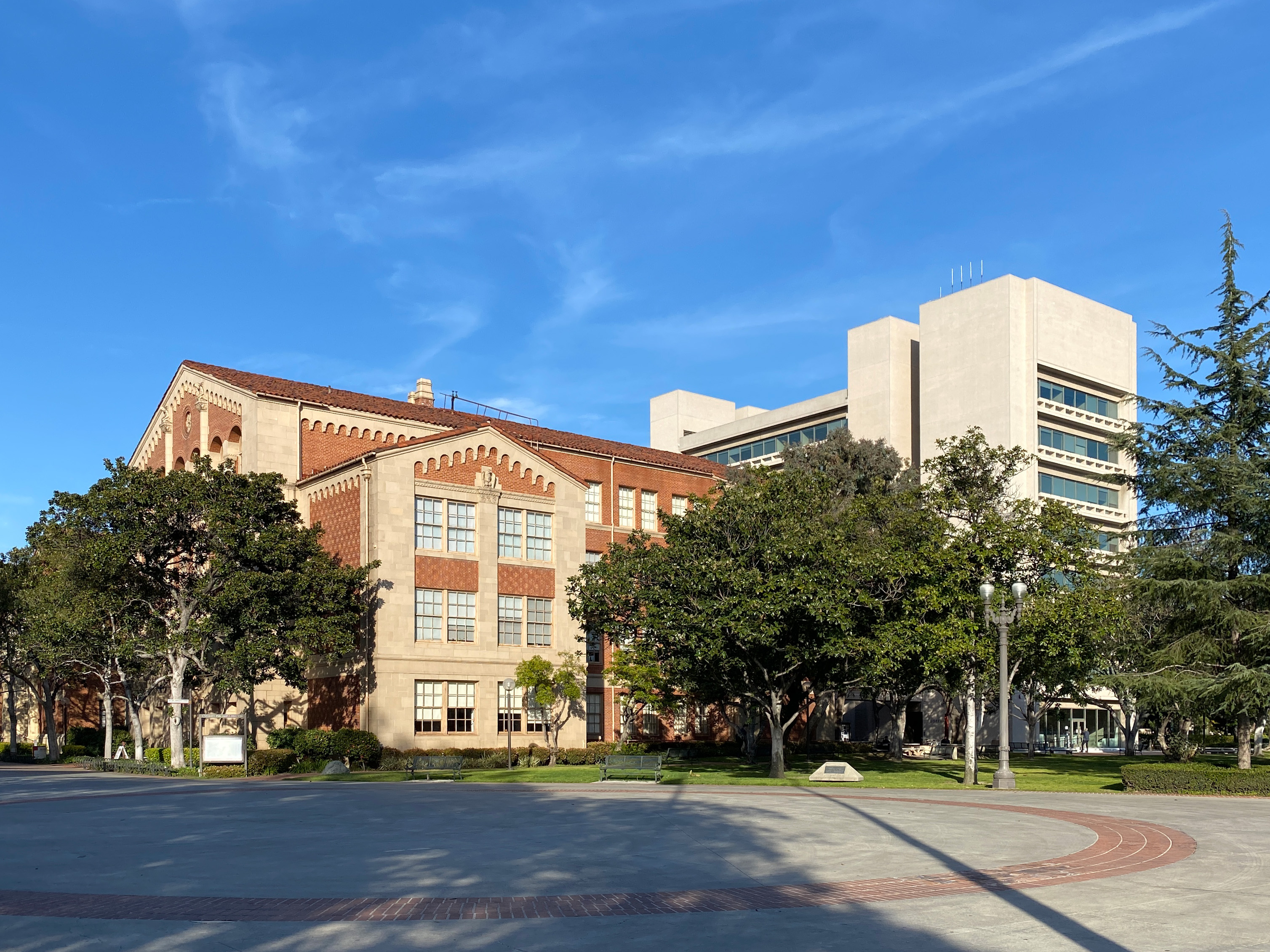
Pont et Hall Hoffman à l'USC Marshall School of Business à Los Angeles, Californie.

La Marshall School of Business, également connue sous le nom USC Marshall School of Business, est une école de commerce de l'Université de Californie du Sud (USC). Fondée en 1920, c'est la plus grande des 17 écoles professionnelles de l'USC. De 2007 à 2019 elle a eu pour doyen James G. Ellis (en).
L'école a pris en 1997 le nom de l'homme d'affaires Gordon S. Marshall (en) (1919–2015), un alumnus qui lui a donné 35 millions de dollars.